# Oban Star-Racers
Ōban Star-Racers (オーバン・スターレーサーズ, Ōban Sutā Rēsāzu) is een Frans-Japanse animatieserie gemaakt door Savin Yeatman-Eiffel van Sav! The World Productions in samenwerking met de Japanse animatiestudio Hal Film Maker. De serie werd in Nederland uitgezonden door Jetix. De serie bestaat uit twee delen, de Alwas Cycle en de Ōban Cycle en werd oorspronkelijk uitgezonden vanaf 12 april 2006

## Plot
Het verhaal speelt in 2082 en volgt Eva "Molly" Wei die als lid van het aarde team meegaat naar de ‘grote race van Ōban’. Deze race wordt eens in de 10.000 jaar gehouden en wordt georganiseerd door de ‘Avatar’. Onder het voorwendsel van, dat de wens van de winnaar vervuld wordt. Aan de race doen vele buitenaardse rassen mee, de race bestaat uit drie voorronden op verschillende planeten waar elk drie teams door gaan naar de finale op Ōban. Wanneer de piloot van de aarde een ongeluk krijgt, wordt Molly de nieuwe piloot van de aarde, dit tegen de zin van haar vader de teamleider (die overigens niet weet dat Molly zijn dochter is). Tijdens de races neemt Molly het met Jordan op tegen de verschillende buitenaardse tegenstanders. Het aarde team neemt boven alles deel aan de race om de Crogs te verslaan, een buitenaards ras waar de aarde in oorlog mee is.